# Músculo recto femoral
El músculo recto femoral, antiguamente conocido como recto anterior; es un músculo biarticular, es decir, actúa en la acción de dos articulaciones. Está situado en la parte anterior del cuádriceps. Este músculo se encuentra inervado por el nervio femoral e irrigado por una rama de la arteria circunfleja externa.
Tiene dos orígenes, uno en la espina ilíaca anterior inferior y otro en la fosa supraacetabular. Se inserta en la rótula. Forma, junto con el vasto interno, el vasto externo y el vasto intermedio, el músculo cuádriceps femoral. Es un músculo fusiforme, las fibras del cual se hallan en dirección bipenniforme, que se reúne con otra zona originada en el canal supracondileo, formando un círculo acintado que ocupa toda la cara anterior del muslo.
Su función es flexionar desde el muslo hacia el tronco (flexor de cadera) y extiende la pierna (extensor de rodilla).